# رودبال (گچساران)
رودبال (گچساران)، روستایی از در کشور ایران در توابع بخش مرکزی شهرستان گچساران در استان کهگیلویه و بویراحمد ایران است.

## جمعیت
این روستا در دهستان بویراحمد گرمسیری قرار دارد و براساس سرشماری مرکز آمار ایران در سال ۱۳۸۵ شمسی یا همان خورشیدی(۲۰۰۶ میلادی)، جمعیت آن ۵۰ نفر (۱۸خانوار) بوده‌است.